# De haan is dood
De haan is dood is een kinderlied, waarbij het kind spelenderwijs het geluid van het dier leert kennen. Het is een vertaling van het Franstalig liedje 'Le coq est mort'. Het lied is een canon.

## Tekst
Volksliedjes kennen, door hun mondelinge overlevering, vaak (regionale en/of tijdgebonden) varianten in zowel tekst als melodie. De huidige tekst van het liedje gaat gewoonlijk als volgt:
De haan is dood, de haan is dood.
De haan is dood, de haan is dood.
Hij kan niet meer zeggen:
Kukeleku kukeleku.
Hij kan niet meer zeggen:
Kukeleku kukeleku.

## Trivia
- In plaats van een haan kan men ook een ander dier kiezen. Die zegt dan uiteraard niet kukeleku maar imiteert men het geluid van het gekozen dier.